# Herz Jesu (Mannhof)

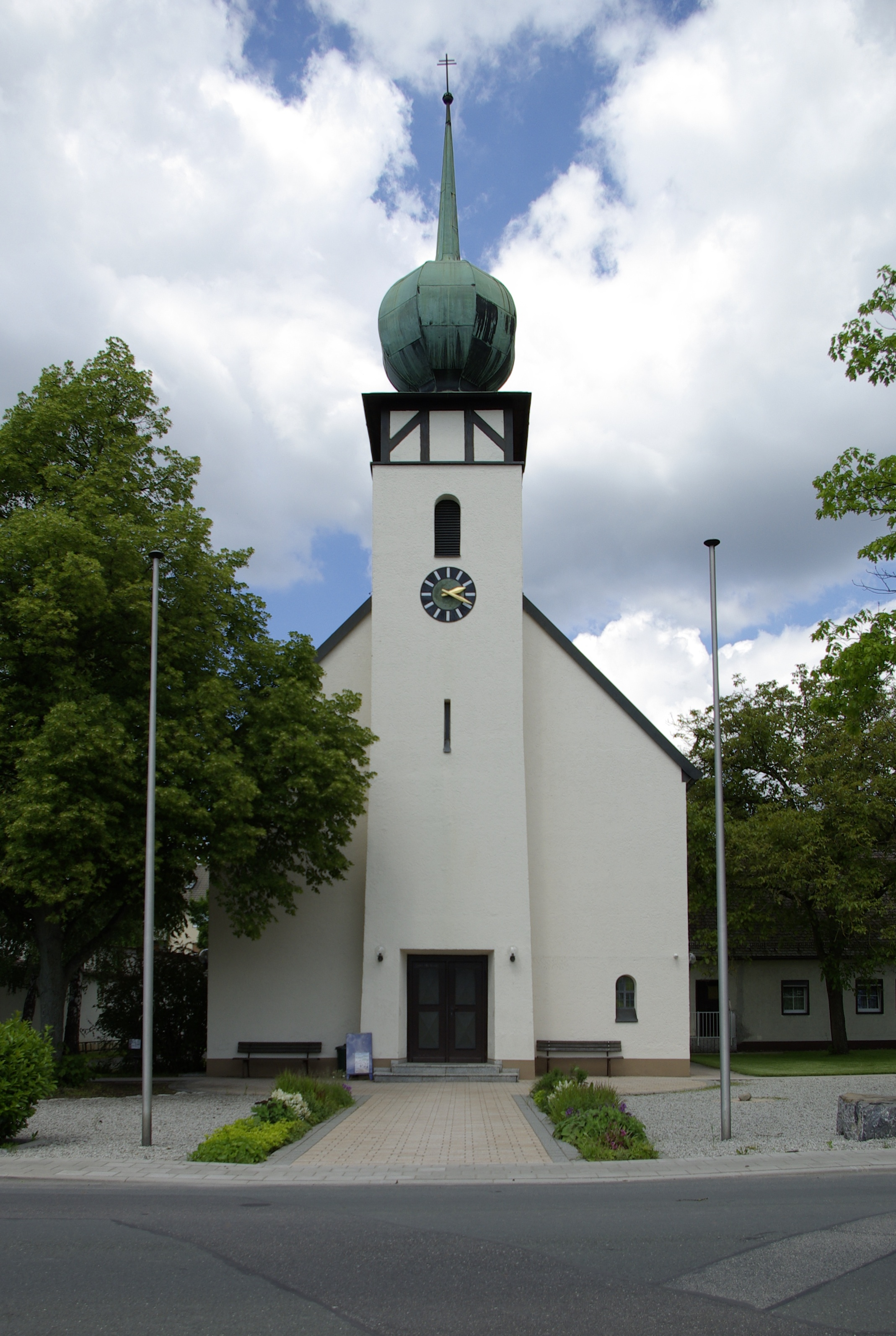
Herz-Jesu-Kirche in Fürth-Mannhof, 2013

Die Herz-Jesu-Kirche ist eine römisch-katholische Kirche im Fürther Ortsteil Mannhof. Die Kirche wurde in den 1930er Jahren erbaut und ist dem Heiligsten Herzen Jesu geweiht.

## Geschichte

### Die Anfänge
Nach dem Ersten Weltkrieg wuchs durch Zuzug aus katholischen Gebieten der Oberpfalz, Oberfrankens oder des Jura die Zahl der Katholiken in Vach-Mannhof, Stadeln, Hüttendorf, Obermichelbach, Untermichelbach, Kreppendorf, Ritzmannshof, Flexdorf, Atzenhof, Rothenberg, Herboldshof, Steinach, Sack, Großgründlach, Kleingründlach, Reutles, Boxdorf und Königsmühle. Seit 1923 hatte die kleine katholische Gemeinde im Fürther Norden ihren eigenen Seelsorger. In diesen Orten gab es damals zusammen etwa 400 Katholiken.
Am 1. Sonntag im Mai 1924 fand erstmals seit 400 Jahren wieder ein katholischer Gottesdienst in Vach statt, in einem Saal der Gaststätte Zur Linde, wo ein Altar errichtet und mit einer Herz-Jesu-Statue eingerichtet wurde.
Am 1. März 1925 wurde ein Kirchenbauverein durch den Geistlichen Rat Philipp Knapp und die Förderin Regina Keeser ins Leben gerufen. Erster Vorstand war Obermüller Ignaz Peschl, später Werkmeister Georg Rahm, beide aus Vach. Beginnend in der eigenen Gemeinde, bei der allgemeinen Landeskirchensammlung und durch die Frauen Fürths Benefiz-Veranstaltungen, und einer eigens gegründete Theatergruppe wurden letztlich 85.000 Reichsmark aufgebracht. Am 8. November 1925 wurde die Tochter-Kirchenstiftung Herz-Jesu-Vach gegründet. 1925 erwarb der Verein ein Grundstück in Mannhof für 8.500 RM. Am 26. Dezember 1927 fand der 100. Gottesdienst im Reißnerschen Saal statt. Dazu erarbeitete der Kirchenbauverein eine Festschrift.
Kaplan Limpert trieb den Kirchenbau voran. Die Leitung der Gemeinde übernahm ab 1930 Kaplan Josef Schneider. Weihnachten 1930 wurde der Bauplan der Kirche vorgelegt. Mit der obersten Bauleitung wurde der Münchner Architekt Georg Holzbauer (an anderer Stelle irrig „Holzmeier“) beauftragt. Am 16. November 1931 war Grundsteinlegung. Anschließend begannen die Bauarbeiten. Da fast 98 Prozent der Katholiken zu dieser Zeit arbeitslos waren, versuchte man möglichst viele beim Bau zu beschäftigen. Am 17. Februar 1932 war Richtfest. Der Fürther Dachdeckermeister Georg Voigt deckte das Dach mit Ziegeln der Dachziegelwerke Ergolsbach bei Landshut. Die Gebrüder Häusler aus Fürth führten im Mai 1932 die Stukkateurarbeiten aus. Flaschnermeister Klammer stiftete das Turmkreuz. Es entstand eine einfache Saalkirche, der traditionellen süddeutschen Bauweise verpflichtet, die in der Zwischenkriegszeit das architektonische Gegenprogramm zum funktionalen Bauhaus-Stil darstellte. Zu diesem Stil gehört das steile Dach der Kirche, das Fachwerk-Obergeschoss des Turms und die Zwiebelhaube. Mit dieser in Franken unüblichen, aus dem katholischen Oberbayern stammenden Zwiebelturm weist sich die Mannhofer Kirche ausdrücklich als eine katholische Kirche aus.
Am 26. Juni 1932 versammelte sich der Kirchenbauverein zum letzten Mal in der Gastwirtschaft Reißner-Egerer, um die Feierlichkeiten der Kirchweihe festzulegen. Der 222. Gottesdienst wurde unter Erzbischof Jacobus von Hauck in der neuen Kirche gefeiert. Die Einweihung fand am 2. Juli 1932 statt. Im November 1932 wurde die Orgel eingebaut, die für 2000 RM von der Gemeinde St. Heinrich erworben wurde. Am Jahrestag der Kirchweihe hielt die katholische Kirchengemeinde Vach im Vacher Felsenkeller ihre erstes Kirchweihfest ab. Das aus drei Glocken bestehende Geläute stifteten 1937 die Herren Mühlmeier und Stengel. Im gleichen Jahr wurde die erste Glocke von Weihbischof Joseph Kolb geweiht. Um die beiden weiteren Glocken unterbringen zu können, musste der Turm ausgebaut werden. Zu Beginn des Zweiten Weltkriegs wurden die Glocken eingeschmolzen.
Zweimal beschädigten im Laufe des Krieges Explosionsdruckwellen und Bombensplitter die Kirche, zu größeren Zerstörungen kam es jedoch nicht.

### Entwicklung nach dem Zweiten Weltkrieg
Von 1946 bis 1954 leitete Kaplan Georg Drummer die Gemeinde. Die Kriegsschäden an der Kirche wurden beseitigt, die 12 Apostelbilder kamen in die Kirche. Unter Pfarrer Hans Scherbel wurden der gemalte Hochaltar und die beiden Seitenaltäre mit Bildern von Professor Plontke aus Erlangen neu gestaltet. Am 1. September 1955 trat Georg Dobeneck sein Amt als Seelsorger an.
Durch den Flüchtlingsstrom nach dem Zweiten Weltkrieg war die Anzahl der Katholiken im Fürther Norden von 400 auf über 4000 gestiegen. Im Juli 1957 fand aus Anlass des 25-jährigen Jubiläums eine Feier in der Herz-Jesu-Kirche statt. In diesem Jahr konnten die im Krieg verlorengegangenen Glocken durch drei neue Glocken ersetzt werden.
Aufgrund der weiter gestiegenen Zahl an Gemeindemitgliedern wurde Herz-Jesu am 1. September 1962 Kuratie und am 1. April 1965 Pfarrei. Bereits 1961 war für Großgründlach, Kleingründlach und Reutles eine Filialkirche geweiht worden. Ein Pfarrhaus wurde im Jahr 1965 errichtet. 1971 erfolgte die Weihe der Filialkirche Heilige Familie in Sack, und 1974 wurde in Stadeln mit der Kirche "Heiligste Dreifaltigkeit" die nächste Filialkirche geweiht.
Am 5. Mai 1991 wurden der neue Altar, ein neuer Ambo und der neue Taufstein geweiht. Geschaffen hat sie der Bildhauer Julian Walter aus Werneck.
Bereits seit 1992 ist die Filialgemeinde St. Hedwig in Großgründlach mit etwa 1200 Katholiken selbständig. Um 2015 gehörten zur Pfarrgemeinde Herz-Jesu die Orte Mannhof, Vach, Herboldshof, Ritzmannshof und Flexdorf mit etwa 1100 Katholiken.

## Katholische Kindertagesstätte Herz Jesu
Am 30. Juli 1967 wurde der kircheneigene Kindergarten für die Betreuung von 90 Kindern eingeweiht. Entworfen wurde er von Architekt Erhard Neisser von der Sankt-Joseph-Stiftung Bamberg. 1993 wurde der Kindergarten umgebaut und erweitert. Architekt des Erweiterungsbaus war Walter Lischka. Um noch mehr Platz für die Kinder zu schaffen, wurden 2002 ein Wohncontainer aufgestellt und ab 2006 die Krippengruppen erweitert. Zum 1. September 2014 wurde ein neues Gebäude für eine zweite Krippen-Gruppe in Betrieb genommen.
Der „Kindergarten Herz Jesu“ und die „Katholische Kindertagesstätte Herz Jesu“ gehören zur Gesamtkirchengemeinde Katholisches Dekanat Fürth.

## Pfarrer
- 1924 – 1929 Kaplan Karl Limpert
- 1930 – 1932 Kaplan Josef Schneider
- 1932 – 1934 Kaplan Paul Popp
- 1934 – 1936 Kaplan Wilhelm Forster
- 1936 – 1938 Kaplan Adolf Schlereth
- 1937 – 1937 Kaplan Martin Wiesend
- 1938 – 1939 Kaplan Friedrich Burger
- 1939 – 1941 Kaplan Georg Hagel, gefallen 1941 in Stalingrad
- 1941 – 1942 Kaplan Hans Neuner
- 1942 – 1947 Kaplan Adolf Vierling
- 1947 – 1947 Kurat Adolf Blum
- 1947 – 1954 Kaplan Georg Drummer
- 1954 – 1955 Kaplan Johann Scherbel
- 1955 – 1992 Kaplan Georg Dobeneck
- 1992 – 2001 Kaplan Rainer Gast
- 2001 – 2011 Dekan Georg Dittrich
- 2011 –      Wilfried Wittmann, Gemeindereferent Stefan Gardill